# Jan Rode

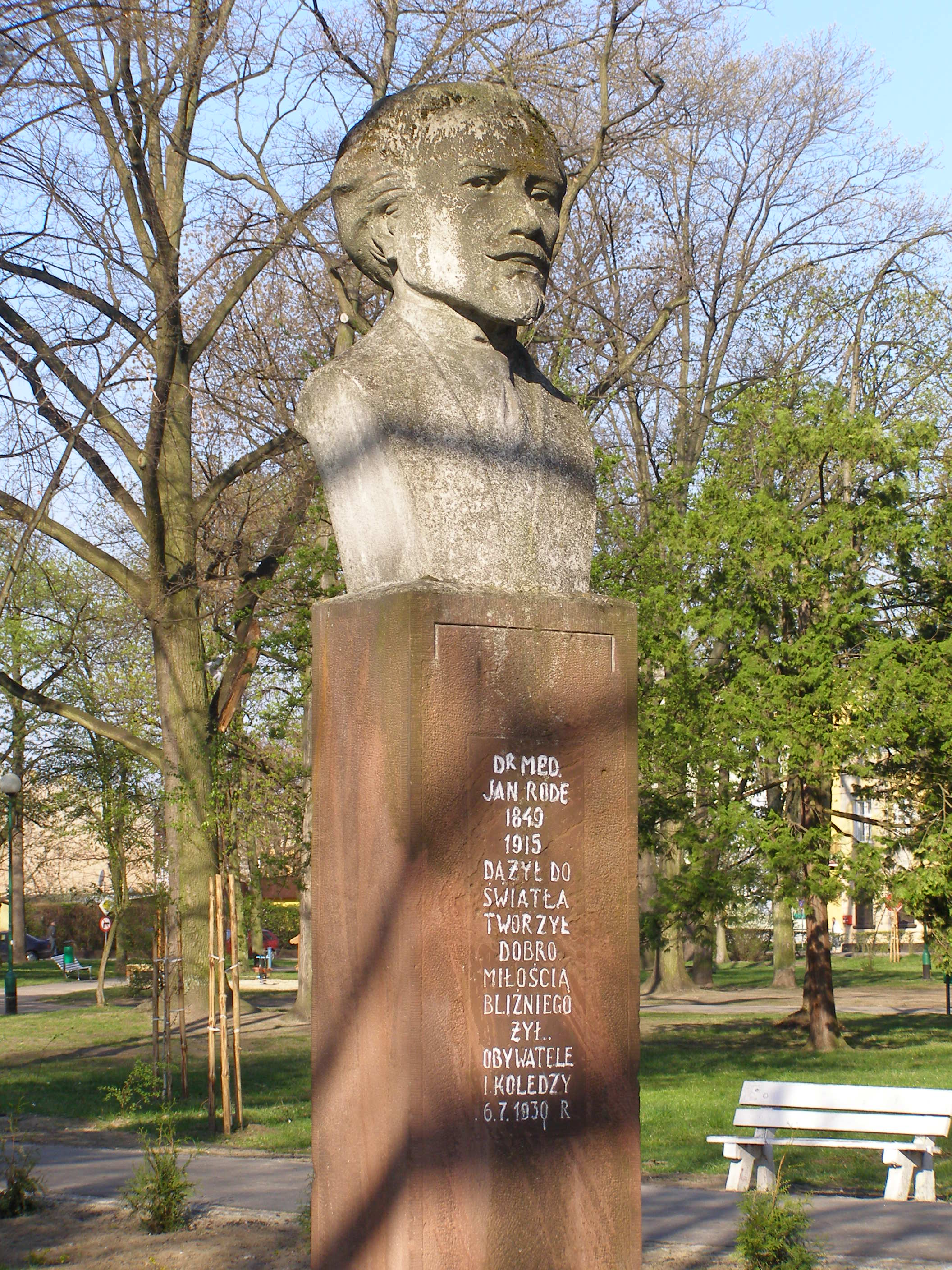
Pomnik dra Jana Rodego w parku miejskim im. Jana Rodego w Tomaszowie Mazowieckim

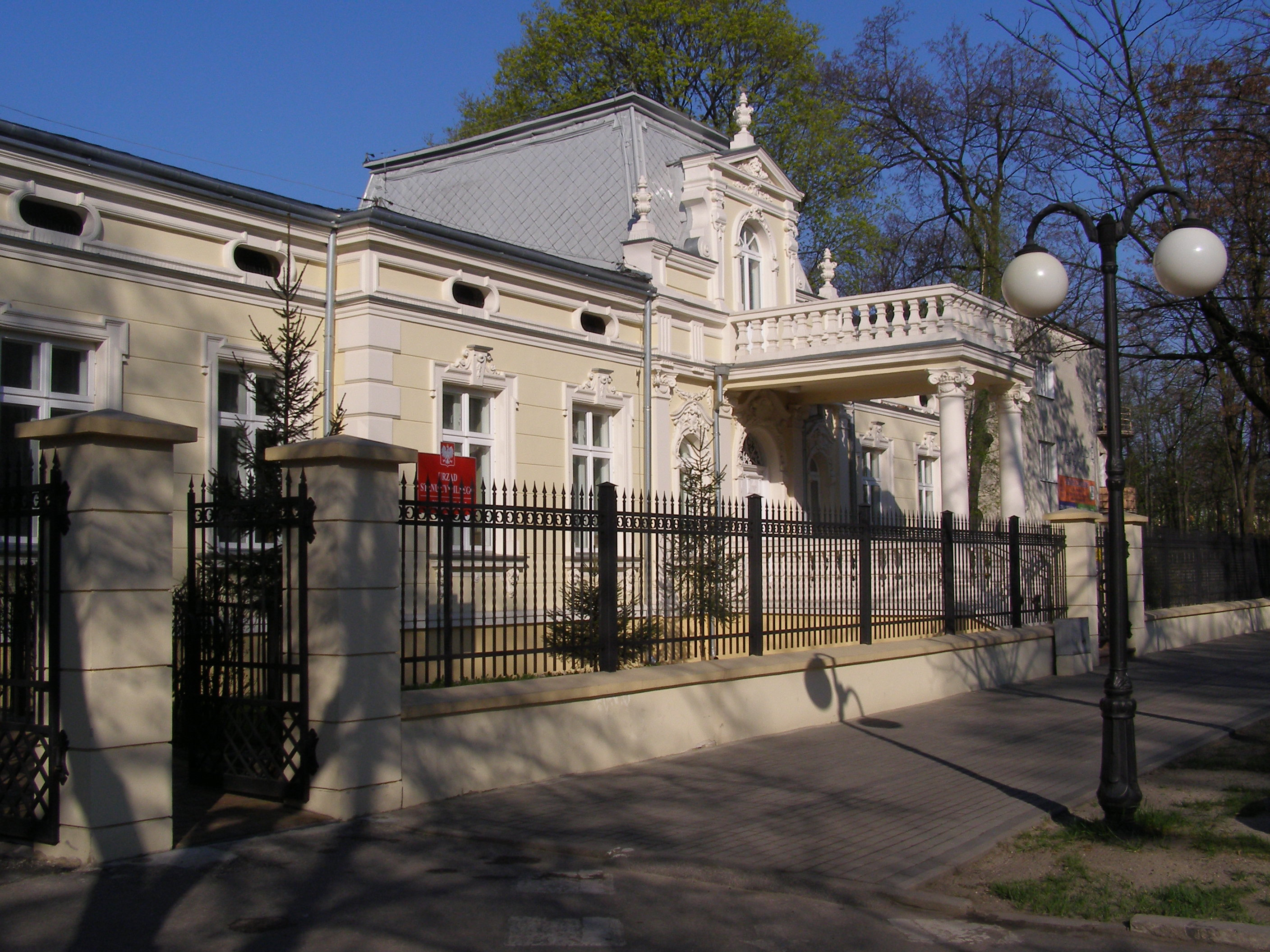
Willa dra Jana Rodego w Tomaszowie Mazowieckim, obecnie Urząd Stanu Cywilnego

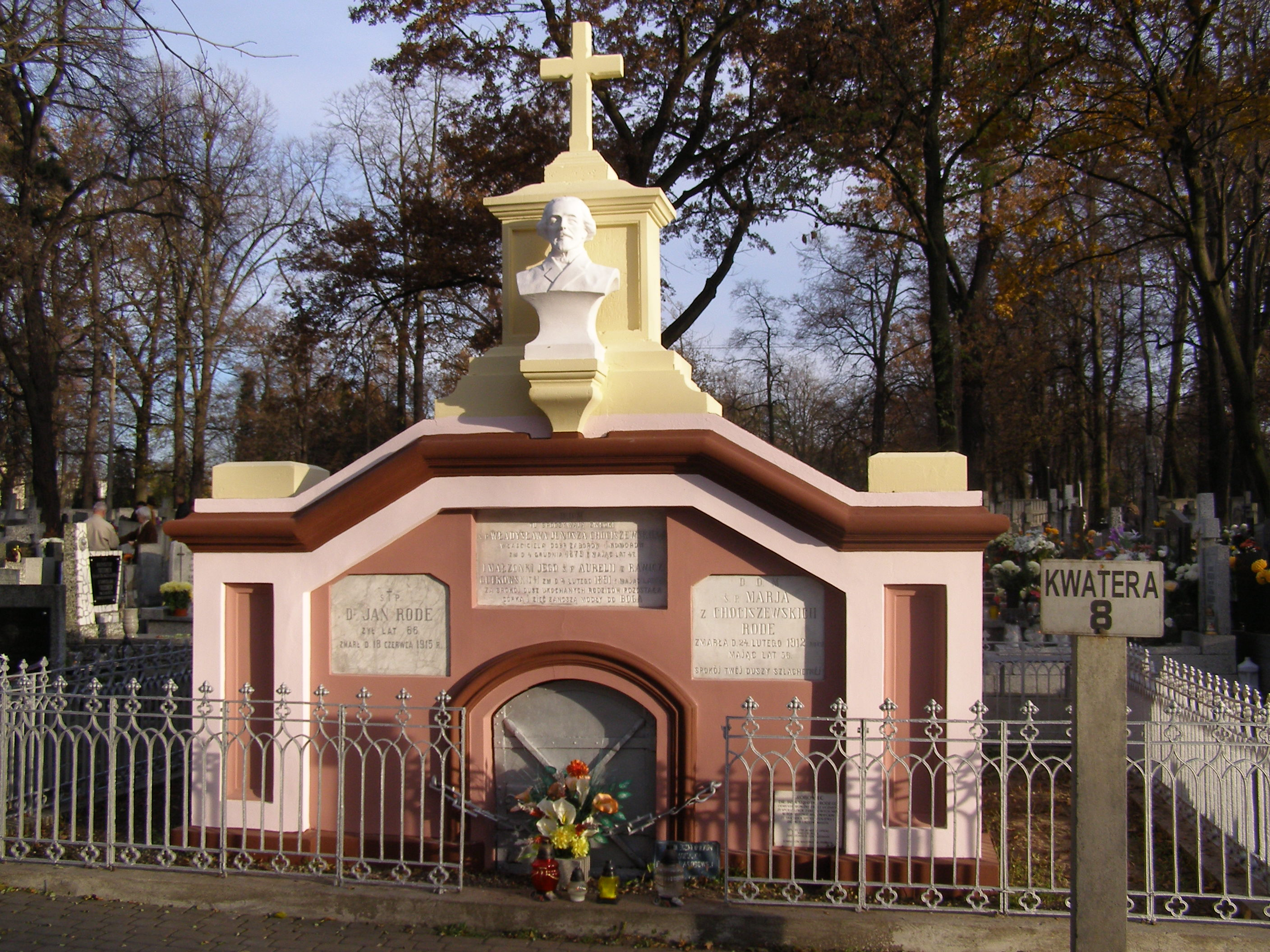
Grób rodziny Chociszewskich i dra Jana Rode na cmentarzu rzymskokatolickim w Tomaszowie Mazowieckim. Na tym monumencie umieszczono popiersie dra Jana Serafina Rodego (1849-1915)

Jan Serafin Rode (ur. 14 listopada 1849 w Rawie Mazowieckiej, zm. 18 czerwca 1915 w Tomaszowie Mazowieckim) – polski lekarz, działacz społeczny, filantrop.

## Życiorys
Syn Bogumiła, pomocnika naczelnika powiatu rawskiego, później urzędnika Suwalskiego Urzędu Gubernialnego, i Wiktorii z Romanowskich. Uczęszczał do gimnazjum w Płocku i w Suwałkach. Studia medyczne ukończył w 1870 w Szkole Głównej w Warszawie, staż związany ze specjalizacją lekarską odbył we Francji. Podczas wojny francusko-pruskiej pracował w placówkach medycznych Międzynarodowego Czerwonego Krzyża. Po wojnie powrócił do kraju i osiedlił się w Tomaszowie Mazowieckim, gdzie założył rodzinę. Jako lekarz dobrze poznał sytuację mieszkańców ze wszystkich warstw społecznych, którą opisał w pracach o tematyce medycznej i historycznej związanej z Tomaszowem. Szybko dał się poznać jako znakomity organizator i zaangażowany działacz społeczny, patriotyczny i niepodległościowy. W tajemnicy przed zaborcą planował repolonizację szkolnictwa; dzięki niemu powstała pierwsza szkoła średnia w Tomaszowie – obecne I Liceum Ogólnokształcące im. Jarosława Dąbrowskiego. W 1905 zwieńczeniem jego starań było rozpoczęcie nauczania w języku polskim; w tym samym roku zorganizował i poprowadził Koło Macierzy Polskiej. Za współpracę z Naczelnym Komitetem Narodowym i poparcie Józefa Piłsudskiego zapłacił kilkukrotnym aresztowaniem. Intensywny tryb życia, represje ze strony zaborcy i brutalne śledztwa sprawiły, że zmarł w wieku 66 lat. Został pochowany na cmentarzu katolickim w Tomaszowie Mazowieckim w grobowcu rodziny Chociszewskich wraz z teściami i z żoną Marią Eustachią z Chociszewskich (1855-1912). Dzieci nie pozostawił.
W dowód uznania i pamięci imieniem Jana Serafina Rodego nazwano tomaszowski park, na którym w 1930 stanął jego pomnik.